# Méthimazole
Le méthimazole est un antithyroïdien de synthèse commercialisé au Canada sous le nom de Tapazole. En France et en Belgique, il est commercialisé sous le nom de Félimazole pour un usage vétérinaire. C'est un métabolite actif du carbimazole.

## Mode d'action
Le méthimazole empêche la thyroperoxydase d'ioder les résidus de tyrosine sur la thyroglobuline, réduisant ainsi la production des hormones thyroïdiennes c'est-à-dire la thyroxine (T4) et surtout la triiodothyronine (T3).
Le mécanisme d'action passe par la diminution de la sécrétion de chimiokine CXCL10.

## Efficacité
Il est plus efficace en termes de diminution du taux des hormones thyroïdienne que le propylthiouracile. Il a également une durée d'action plus longue ainsi qu'un délai d'action plus court, avec moins d'effets secondaires hépatiques. Tout ceci fait qu'il s'agit de l'antithyroïdien de synthèse donné en première intention.

## Effets secondaires
Ils sont souvent bénins : prurit, troubles digestifs...
Deux effets secondaires sont plus graves : l'agranulocytose et l'atteinte hépatique.

## Histoire
Le méthimazole est décrit en 1949, par M. Stanley et E.B. Astwood, montrant son efficacité chez les humains après avoir observé son utilité dans des rats comme sujet d'étude ,.